# 郭坑镇
郭坑镇，是中华人民共和国福建省漳州市龙文区下辖的一个镇。

## 行政区划
郭坑镇下辖以下地区：
新街社区、铁路社区、郭坑村、院后村、篁卿村、扶摇村、洛滨村、汐浦村和口社村。

## 交通
- 鹰厦铁路，漳州东站。

## 学校
- 龙文区郭坑中心小学

## 名胜
- 扶摇关帝庙